# ایلدگارت رودریگس کارباییرا
ایلدگارت رودریگس کارباییرا (انگلیسی: Hildegart Rodríguez Carballeira؛ ‏ ۹ دسامبر ۱۹۱۴ – ۹ ژوئن ۱۹۳۳) سیاستمدار، مترجم و وکیل و کنشگر سوسیالیسم و انقلاب جنسی اهل اسپانیا بود که توسط مادرش آئورورا رودریگس کارباییرا به عنوان الگویی برای «زن آینده» تربیت شد. او در هشت سالگی به چهار زبان سخن می‌گفت، در نوجوانی از دانشکدهٔ حقوق فارغ‌التحصیل شد و حزب کارگران سوسیالیست اسپانیا (PSOE) بود که به نفع جمهوری‌خواهی افراطی آن را رها کرد و به حزب جمهوری‌خواه دموکرات فدرال (PRDF) پیوست.
هنگامی که او ۱۸ ساله بود و در سطح بین‌المللی شهرت داشت، به ضرب گلوله مادرش به قتل رسید.

## کودکی

### بسته شدن نطفه
نطفهٔ ایلدگارت در فرول اسپانیا بسته شد. مادرش آئورورا رودریگس کارباییرا نام داشت نام مردی که وی را آبستن نموده بود آشکار نکرد. آئورورا پدر این نوزاد را با نیت اصلاح نژادی انتخاب کرده بود. او می‌خواست برای پیشبرد ایدئولوژی فمینیستی و سوسیالیستی خود، فرزندی بی نقص خلق کند. او پیش‌تر از پسرِ خواهرش مراقبت کرده بود و به او موسیقی یاد داده بود چنان‌که این پسر به یک اعجوبه بدل شد، اما مادر پسر (خواهر آئورورا) وی را از آئورورا گرفت تا خودش او را بزرگ کند.
وقتی آئورورا مطمئن شد که باردار است، به مادرید نقل مکان کرد و ایلدگارت در آنجا زاده شد. آئورورا در دوران بارداری خود، ساعتی را تنظیم کرده بود که هر یک ساعت بیدار شود و وضعیت خواب و قرارگیری بدن خود را تغییر دهد تا خون به‌طور یکنواخت در بدن جنین جریان یابد.
امروزه گفته می‌شود پدر ایلدگارت یک کشیش نظامی برجسته به نام «آلبرتو پایاس» بوده‌است.

### نام
در گواهی تولد و غسل تعمید ایلدگارت نام کامل او به‌صورت «ایلدگارت لئوکادیا خئورخینا اِرمِـنِگیلدا ماریا دِل پیلار رودریگِـس کارباییرا» ثبت شده‌است، اما او فقط از نام کوچک خود استفاده می‌کرد. علی‌رغم خداناباوری آئورورا و مخالفت با ثبت تولد، او دخترش ایلدگارت را با کمی تأخیر در ۲۳ مارس ۱۹۱۵ غسل تعمید داد و سپس در ۲۹ آوریل ۱۹۱۵ نامش را ثبت نام کرد. مادرش گفت که واژهٔ ایلدگارت (Hildegart) در زبان آلمانی به معنای «باغ حکمت» است اما هیچ مبنایی برای این ادعا وجود ندارد و این واژه یا ساختهٔ ذهن مادرش بوده یا املای جایگزین نام نوردیک/آلمانی «هیلده‌گارت» (Hildegard) بود.

### تحصیلات
او می‌توانست در ۲ سالگی حروف را بخواند و پیش از ۴ سالگی تایپ می‌کرد. در ۱۰ سالگی، به آلمانی، فرانسوی و انگلیسی صحبت می‌کرد و سال بعد کنفرانس‌هایی در مورد فمینیسم و تمایلات جنسی برگزار کرد. مادرش کنترل کاملی بر ایلدگارت داشت و او را از انجام هر کاری که ممکن بود حواس او را از «کارش» منحرف کند، منع می‌کرد.
ایلدگارت در ژوئن ۱۹۲۸، در سن ۱۳ و نیم سالگی در دانشکده حقوق دانشگاه کمپلوتنسه مادرید ثبت نام کرد. او بعدها در جمهوری دوم اسپانیا، در دانشکدهٔ فلسفهٔ این دانشگاه مشغول به تدریس شد.

## کنشگری

### سیاست
او در ۱۴ سالگی، همچون مادرش به حزب کارگران سوسیالیست اسپانیا پیوست. او همچنین یکی از اعضای اتحادیه عمومی کارگران بود.
در سال ۱۹۳۲، او پس از انتشار مقاله ای در روزنامه «لیبرتاد» (آزادی) در انتقاد از حزب کارگران سوسیالیست به دلیل حمایت از یک نامزد مرتجع، از این حزب اخراج شد. او سپس به حزب فدرال پیوست و شروع به حمله به کسانی کرد که آنها را «سوسیال‌اِنچوفیتاس» (چپ‌گراهای اهل پارتی‌بازی و اعمال نفوذ و زد و بند) می‌نامید.

### انقلاب جنسی
ایلدگارت یکی از فعال‌ترین افراد در جنبش اسپانیایی انقلاب جنسی بود و در مورد موضوعاتی همچون پیشگیری از بارداری، تن‌فروشی و اصلاح نژاد مقاله می‌نوشت.
او با برخی پیشتازان فکری اروپا ارتباط داشت، از جمله با هَـولاک اِلیس، که آثارش را ترجمه کرد و به او لقب «باکره سرخ» داده بود، و مارگارت سنگر. در تأسیس «مجمع اسپانیایی اصلاحات جنسی» در سال ۱۹۳۲، به ریاست دکتر گرگوریو مارانیون، او بدون مخالفت به عنوان دبیر مجمع انتخاب شد.
ایلدگارت با بسیاری از شخصیت‌های اروپایی دیگر مکاتبه داشت و در سفری که اچ. جی. ولز به مادرید داشت، این نویسندهٔ نامدار بریتانیایی را همراهی کرد، اما پیشنهاد او را برای رفتن به لندن را به عنوان منشی خود رد کرد. این پیشنهاد ولز، که می‌خواست او به دور از تأثیر مادرش رشد کند، ممکن است ایده‌های آزار و شکنجه مادرش آئورورا را بیشتر کرده باشد.

## مرگ

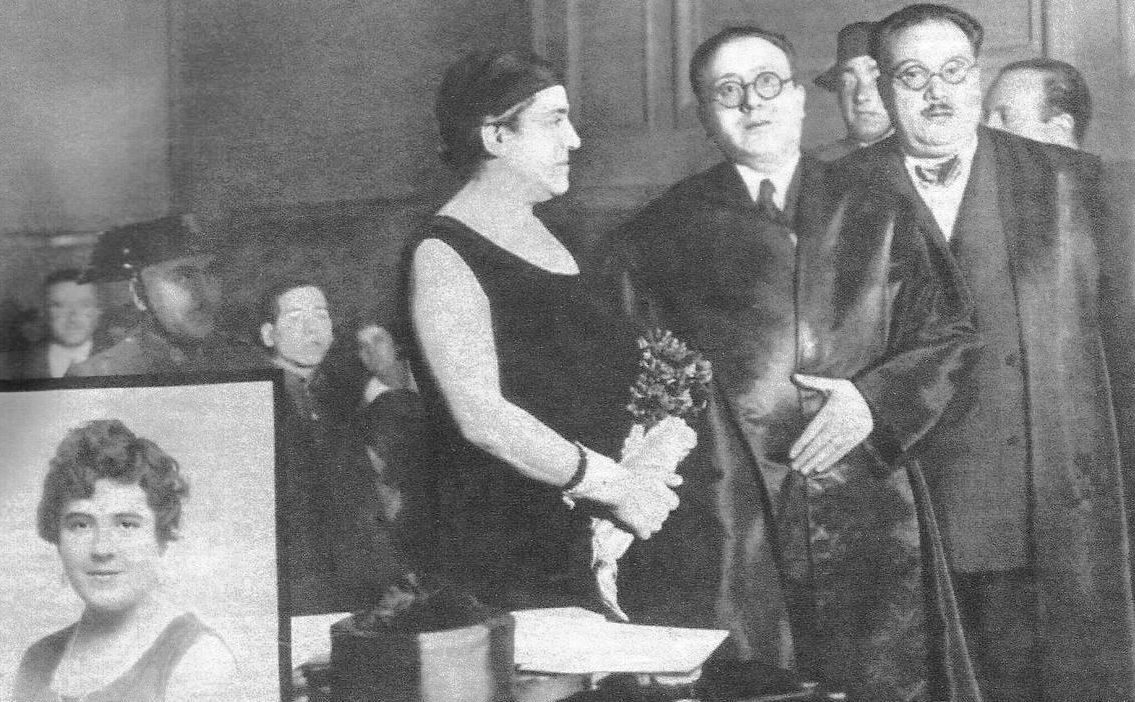
ایلدگارت رودریگس کارباییرا در سال ۱۹۳۴

ایلدگارت در خواب به شلیک چندین گلوله توسط مادرش کشته شد. در مورد انگیزه قتل چندین فرضیه وجود داشت. احتمال دارد ایلدگارت عاشق شده باشد. او قصد داشت از مادرش جدا شود که به دلیل پارانویا تهدید به خودکشی کرده بود. توجیه آئورورا در قتل دخترش این بود: «مجسمه‌ساز پس از کشف کمترین نقص در اثرش، آن را از بین می‌برد».

### رخدادهای بعدی
آئورورا در مادرید محاکمه شد. او در محاکمه خود ادعا کرد که یک وکیل کاتالان، «آنتونیو بی‌ینا»، اچ. جی. ولز و هَـولاک اِلیس همگی از عوامل یک توطئه بین‌المللی برای بیرون آوردن دخترشان از اسپانیا و وادار کردن او به کار در سرویس‌های اطلاعاتی هستند و همچنین آنتونیو بی‌ینا و ایلدگارت، عاشق-معشوق بودند. آئورورا به ۲۶ سال و ۸ ماه و ۱۰ روز حبس محکوم شد که به گفته وی ۲۶ سال زنده ماندن را به دست آورده و ابراز خوشحالی کرد که در دارالمجانین حبس نخواهد شد.
آئورورا بعدها به دلیل پارانویا و اسکیزوفرنی به یک مرکز روان‌پزشکی در منطقهٔ سیمپوسوئلوس شهر مادرید منتقل شد. از سال ۱۹۴۱، صحبت کردن با روانپزشکان را متوقف کرد و سال بعد، عروسک‌هایی با اندام تناسلی برجسته ساخت که توسط مأموران از بین رفت. در سال ۱۹۴۸، در نامه‌ای به مادر روحانی مافوق راهبه‌هایی که در آسایشگاه روانی کار می‌کردند، گفت که مدت زیادی را در زندان گذرانده و مستحق عفو است.
او در سال ۱۹۵۵ بر اثر سرطان درگذشت و در یک گور جمعی دفن شد.

## برای مطالعهٔ بیشتر
- Cal Martínez, Rosa (1991). A mi no me doblega nadie: Aurora Rodríguez, su vida y su obra (Hildegart) [No one bends me: Aurora Rodríguez, her life and her work (Hildegart)]. Documentos para a historia contemporánea de Galicia (به اسپانیایی). Vol. 85. Sada, Galicia: Edicións do Castro. ISBN 9788474925425. LCCN 94195239. OCLC 27738749. OL 1201615M.
- Llarch, Joan (1979). La virgen roja [The red virgin] (به اسپانیایی). Barcelona: Producciones editoriales. ISBN 9788436513837. OCLC 1139503015.
- Rendueles Olmedo, Guillermo (1989). El manuscrito encontrado en Ciempozuelos: análisis de la historia clínica de Aurora Rodríguez [The manuscript found in Ciempozuelos: analysis of the clinical history of Aurora Rodríguez]. Genealogía del poder (به اسپانیایی). Vol. 16. Madrid: Endymion. ISBN 9788477310235. LCCN 89176046. OCLC 805688777. OL 1782619M.
- Martinez López, Francisco; Ferrero Delso, Ventura (2006). De Pepito Arriola a Hildegart [From Pepito Arriola to Hildegart] (به اسپانیایی). Ferrol, Spain: Sociedad de Cultura Valle-Inclán. ISBN 9788495289773. OCLC 434207627.